# Brassø
Brassø är en sjö på Jylland i Danmark.   Den ligger strax söder om Silkeborg. Brassø ligger 21 meter över havet. Arean är 1,1 kvadratkilometer. Den sträcker sig 1,5 kilometer i nord-sydlig riktning, och 1,9 kilometer i öst-västlig riktning.
Danmarks längsta vattendrag, Gudenå, rinner igenom sjösystemet som består av Julsø, Borre Sø och Brassø. I sjöns norra del finns ett tillflöde från sjöarna Alling Sø och Vejlsø. Söder om sjön ligger Østerskov, en del av Silkeborgsskogarna.